# Flagge Sint Maartens

Flagge des Gouverneurs

Die Flagge Sint Maartens wurde offiziell am 13. Juni 1985 angenommen.

## Beschreibung
Die Flagge ist zweigeteilt, oben rot, unten blau. An der Liek ruht in einem weißen Dreieck das Wappen von Sint Maarten. Die Farben wurden aus der Flagge der Niederlande übernommen.